# Tracy Austin
Tracy Ann Austin Holt (Palos Verdes, 12 dicembre 1962) è un'ex tennista statunitense.
La Austin fu uno dei grandi talenti tennistici a cavallo tra gli anni settanta ed ottanta. Vinse gli US Open due volte, di cui la prima a 16 anni, diventando la più giovane campionessa nella storia di questo torneo. In totale ha vinto 30 titoli WTA ed è stata numero uno del ranking mondiale.

## Biografia

### Vita privata
Tracy ha una sorella, Pam, e due fratelli, John e Jeff, entrambi ex tennisti professionisti. È sposata con Scott Holt e ha tre figli, di cui uno, Brandon, tennista.

### Carriera sportiva
Negli anni giovanili vinse ben 21 titoli riservati alle categorie di età, tra cui un titolo di campionessa nazionale under 12 nel 1972. Nel 1977 vinse il torneo di Portland diventando la tennista più giovane (14 anni e 28 giorni) a vincere un torneo professionistico. In quello stesso anno fece il suo debutto in un torneo del Grande Slam, al Torneo di Wimbledon venne eliminata dalla campionessa Chris Evert nel terzo turno. Due mesi dopo prese parte anche agli US Open arrivando fino ai quarti di finale, in cui venne sconfitta da Betty Stöve. Nel 1978 vinse i tornei di Filderstadt e di Tokyo, prese parte anche agli ultimi due Slam stagionali, arrivando al quarto turno di Wimbledon e ai quarti di finale dell'US Open.
Come nelle due precedenti stagioni nel 1979 non prese parte agli Australian Open e all'Open di Francia. In luglio arrivò fino alla semifinale del torneo di Wimbledon in cui perse contro Martina Navrátilová. Un mese dopo arrivò in finale agli US Open, nell'ultima partita giocò contro Chris Evert (vincitrice delle ultime quattro edizioni) riuscendo a prevalere in due set con parziali di 6-4, 6-3. La Austin diventò la più giovane vincitrice dell'US Open all'età di 16 anni e 9 mesi. In questo anno vinse altri 6 tornei tra cui gli Internazionali d'Italia battendo in semifinale Chris Evert in tre set mettendo fine alla striscia di 125 vittorie consecutive della Evert sui campi di terra. Vinse anche il prestigioso torneo di Hilton Head e si confermò campionessa a Filderstadt.
Nel 1980 conquistò 12 tornei individuali. Saltò gli Slam in Australia e in Francia; il 7 aprile divenne la nuova N.1 del mondo togliendo il primato alla Navrátilová, che si riprese il trono il 20 dello stesso mese. A Wimbledon arrivò in semifinale nel singolare perdendo contro Evonne Goolagong, ma vincendo il doppio misto in coppia con il fratello John. Riprenderà la prima posizione del ranking il 1º giugno 1980, in settembre agli US Open arrivò fino in semifinale ma venne sconfitta 4-6, 6-1, 6-1 da Chris Evert che si prese la rivincita per la sconfitta dell'anno precedente e che poi andrà a vincere il suo quinto titolo. Il 17 novembre 1980 cedette per la seconda e ultima volta (a Chris Evert stavolta) la testa del ranking dopo 20 settimane di permanenza al vertice; complessivamente la Austin rimase in vetta alla classifica per un totale di 22 settimane divise in due periodi (2+20).
Nel 1981 prese parte al suo primo Australian Open: fu un'esperienza deludente che si concluse precocemente ai quarti di finale. In seguito ad un infortunio saltò l'Open di Francia e buona parte della stagione. Rientrò in tempo per Wimbledon in cui arrivò ai quarti di finale perdendo contro Pam Shriver. Nonostante l'amarezza si riprese e vinse il Canadian Open superando le rivali Evert e Navrátilová. Poche settimane dopo sconfisse nuovamente la Navrátilová 1-6, 7–6(4), 7–6(1) nella finale dell'US Open, conquistando il suo secondo e ultimo Slam. Oltre all'US Open vinse altri 6 tornei singolari tra cui il quarto titolo consecutivo a Filderstadt.
Il 1982 fu l'ultimo anno giocato ad alti livelli. Una serie di problemi alla schiena (soprattutto sciatica) le fecero saltare buona parte della stagione e riuscì ad affermarsi solo nel torneo di San Diego. Per la prima volta in carriera prende parte all'Open di Francia ma arriva solo fino ai quarti. A fine stagione prese parte alla Toyota Series Championships, l'ultimo acuto della sua carriera lo ebbe raggiungendo la semifinale in cui però fu sconfitta nettamente dalla Evert per 6-0, 6-0, in meno di un'ora di gioco.
Nel 1983 partecipa all'Open di Francia raggiungendo i quarti di finale. In tutto l'anno non si aggiudica nessun titolo e alla fine della stagione si ritirerà a soli 21 anni per via dei suoi guai fisici e con la consapevolezza di non essere più quella dei tempi migliori. Nel 1988 a 26 anni tornerà per giocare 7 tornei di doppio, l'anno successivo prende parte ad un torneo di doppio e due di singolo ma senza risultati. La seconda parte della sua carriera viene interrotta da un incidente automobilistico in cui rischia la vita. Nel 1992 è la più giovane persona inserita nella International Tennis Hall of Fame.
Nel 1993 tenta nuovamente il ritorno sulle grandi scene ma senza successo, mentre nel 1994 prende parte agli Australian Open venendo eliminata al secondo turno. Qualche mese dopo tenta l'avventura all'Open di Francia, ma si ferma al primo turno; in seguito a questa disfatta lascia, stavolta definitivamente, il tennis professionistico, con un bottino di 30 titoli nel singolare (di cui 2 US Open), 4 nel doppio femminile e 1 nel doppio misto (Wimbledon).

### Dopo il ritiro
Dopo il ritiro ha lavorato come commentatrice di tennis per la NBC e USA Network, ha lavorato anche per la Seven Network e per la BBC.

## Statistiche

### Singolare

#### Vittorie

##### Grande Slam (2)
| Anno | Torneo  | Superficie | Avversaria in finale | Punteggio           |
| 1979 | US Open | Cemento    | Chris Evert          | 6–4, 6–3            |
| 1981 | US Open | Cemento    | Martina Navrátilová  | 1–6, 7–6(4), 7–6(1) |

##### Altri titoli
| Anno              | Torneo                                       | Superficie       | Avversaria in finale       | Punteggio          |
| ----------------- | -------------------------------------------- | ---------------- | -------------------------- | ------------------ |
| 10 gennaio 1977   | Avon Futures of Portland, Portland           | Cemento indoor   | Stacy Margolin             | 6-7 6-3 4-1 ritiro |
| 23 ottobre 1978   | Porsche Tennis Grand Prix, Filderstadt       | Sintetico indoor | Betty Stöve                | 6-3 6-3            |
| 20 novembre 1978  | Borden Classic, Tokyo                        | Cemento indoor   | Martina Navrátilová        | 6-1 6-1            |
| 1º gennaio 1979   | Avon Championships of Washington, Washington | Sintetico indoor | Martina Navrátilová        | 6-3 6-2            |
| 10 aprile 1979    | Family Circle Cup, Hilton Head               | Terra verde      | Kerry Melville Reid        | 7–6(4) 7–6(7)      |
| 7 maggio 1979     | Internazionali d'Italia, Roma                | Terra rossa      | Sylvia Hanika              | 6-4 1-6 6-3        |
| 30 luglio 1979    | San Diego Open, San Diego                    | Cemento          | Martina Navrátilová        | 6-4 6-2            |
| 5 novembre 1979   | Porsche Tennis Grand Prix, Filderstadt       | Sintetico indoor | Martina Navrátilová        | 6-2 6-0            |
| 16 dicembre 1979  | Lion's Cup, Tokyo                            | Sintetico indoor | Martina Navrátilová        | 6-2 6-1            |
| 7 gennaio 1980    | Avon Championships of Cincinnati, Cincinnati | Sintetico indoor | Chris Evert                | 6-2 6-1            |
| 28 gennaio 1980   | Avon Championships of Seattle, Seattle       | Sintetico indoor | Virginia Wade              | 6-2 7–6(1)         |
| 10 marzo 1980     | Avon Championships of Boston, Boston         | Sintetico indoor | Virginia Wade              | 6-2 6-1            |
| 17 marzo 1980     | Avon Circuit Championships, New York         | Sintetico indoor | Martina Navrátilová        | 6-2 2-6 6-2        |
| 30 marzo 1980     | Clairol Crown, Carlsbad                      | Cemento          | Martina Navrátilová        | 7-5 6-2            |
| 7 aprile 1980     | Family Circle Cup, Hilton Head               | Terra verde      | Regina Maršíková           | 3-6 6-1 6-0        |
| 16 giugno 1980    | International Women's Open, Eastbourne       | Erba             | Wendy Turnbull             | 7–6(3) 6-2         |
| 28 luglio 1980    | San Diego Open, San Diego                    | Cemento          | Wendy Turnbull             | 6-1 6-3            |
| 29 settembre 1980 | US Indoors, Minneapolis                      | Sintetico indoor | Dianne Fromholtz Balestrat | 6-1 2-6 6-2        |
| 3 novembre 1980   | Porsche Tennis Grand Prix, Filderstadt       | Sintetico indoor | Sherry Acker               | 6-2 7-5            |
| 15 dicembre 1980  | Tucson Open, Tucson                          | Sintetico indoor | Peanut Louie-Harper        | 6-2 6-0            |
| 5 gennaio 1981    | Colgate Series Championships, Washington     | Sintetico indoor | Andrea Jaeger              | 6-2 6-2            |
| 15 giugno 1981    | International Women's Open, Eastbourne       | Erba             | Andrea Jaeger              | 6-3 6-4            |
| 27 luglio 1981    | San Diego Open, San Diego                    | Cemento          | Pam Shriver                | 6-2 5-7 6-2        |
| 17 agosto 1981    | Canada Open, Toronto                         | Cemento          | Chris Evert                | 6-1 6-4            |
| 21 settembre 1981 | Toyota Classic, Atlanta                      | Cemento          | Mary-Lou Piatek            | 4-6 6-3 6-3        |
| 26 ottobre 1981   | Porsche Tennis Grand Prix, Filderstadt       | Sintetico indoor | Martina Navrátilová        | 4-6 6-3 6-4        |
| 14 dicembre 1981  | Toyota Championships, Rutherford             | Sintetico indoor | Martina Navrátilová        | 2-6 6-4 6-2        |
| 26 luglio 1982    | San Diego Open, San Diego                    | Cemento          | Kathy Rinaldi Stunkel      | 7–6(4) 6-3         |

#### Sconfitte

##### Grande Slam (0)
Nessuna finale Slam persa

##### Altre finali perse
| Anno              | Torneo                                           | Superficie       | Avversaria in finale    | Punteggio      |
| ----------------- | ------------------------------------------------ | ---------------- | ----------------------- | -------------- |
| 3 marzo 1978      | Virginia Slims of Dallas, Dallas                 | Sintetico indoor | Evonne Goolagong Cawley | 4-6 6-0 6-2    |
| 2 ottobre 1978    | Thunderbird Classic, Phoenix                     | Cemento          | Martina Navrátilová     | 6-4 6-2        |
| 29 gennaio 1979   | Avon Championships of Chicago, Chicago           | Sintetico indoor | Martina Navrátilová     | 6-3 6-4        |
| 21 marzo 1979     | Avon Circuit Championships, New York             | Sintetico indoor | Martina Navrátilová     | 6-3 3-6 6-2    |
| 20 maggio 1979    | Borden Classic, Tokyo                            | Cemento indoor   | Martina Navrátilová     | 6-1 6-1        |
| 20 agosto 1979    | WTA New Jersey, Mahwah                           | Cemento          | Chris Evert             | 6(2)–7 6-4 6-1 |
| 2 gennaio 1980    | Colgate Series Championships, Landover           | Sintetico indoor | Martina Navrátilová     | 6-2 6-1        |
| 4 febbraio 1980   | Avon Championships of Los Angeles, Los Angeles   | Sintetico indoor | Martina Navrátilová     | 6-2 6-0        |
| 28 aprile 1980    | United Airlines Tournament of Champions, Orlando | Terra rossa      | Martina Navrátilová     | 6-2 6-4        |
| 10 novembre 1980  | Eckerd Tennis Open, Tampa                        | Terra rossa      | Andrea Jaeger           | walkover       |
| 23 novembre 1980  | Lion's Cup, Tokyo                                | Sintetico indoor | Martina Navrátilová     | 6-4 6-3        |
| 27 settembre 1981 | US Indoors, Minneapolis                          | Sintetico indoor | Martina Navrátilová     | 6-0 6-2        |
| 18 ottobre 1982   | Porsche Tennis Grand Prix, Filderstadt           | Sintetico indoor | Martina Navrátilová     | 6-3 6-3        |
| 6 dicembre 1982   | Central Fidelity Bank International, Richmond    | Sintetico indoor | Wendy Turnbull          | 6(3)–7 6-2 6-4 |
| 4 aprile 1983     | Family Circle Cup, Hilton Head                   | Terra verde      | Martina Navrátilová     | 5-7, 6-1, 6-0  |

### Doppio

#### Vittorie

##### Grande Slam (0)
Nessun titolo di doppio femminile vinto

##### Altri titoli
| Settimana       | Torneo                                   | Superficie       | Compagna     | Avversarie in finale           | Punteggio     |
| --------------- | ---------------------------------------- | ---------------- | ------------ | ------------------------------ | ------------- |
| 2 ottobre 1978  | Thunderbird Classic, Phoenix             | Cemento          | Betty Stöve  | Martina Navrátilová Anne Smith | 6-4, 6-7, 6-2 |
| 23 ottobre 1978 | Porsche Tennis Grand Prix, Filderstadt   | Sintetico indoor | Betty Stöve  | Mima Jaušovec Virginia Ruzici  | 6–3, 6–3      |
| 22 gennaio 1979 | Avon Championships of Florida, Hollywood | Sintetico indoor | Betty Stöve  | Rosie Casals Wendy Turnbull    | 6-2, 2-6, 6-2 |
| 20 agosto 1979  | WTA New Jersey, Mahwah                   | Cemento          | Betty Stöve  | Mima Jaušovec Regina Maršíková | 7–6, 2–6, 6–4 |
| 28 luglio 1980  | San Diego Open, San Diego                | Cemento          | Ann Kiyomura | Rosie Casals Wendy Turnbull    | 3–6, 6–4, 6–3 |

#### Sconfitte

##### Grande Slam (0)
Nessuna finale di doppio femminile persa

##### Altre finali perse
| Settimana        | Torneo                                    | Superficie       | Compagna        | Avversarie in finale             | Punteggio     |
| ---------------- | ----------------------------------------- | ---------------- | --------------- | -------------------------------- | ------------- |
| 26 novembre 1978 | Borden Classic, Tokyo                     | Cemento indoor   | Kathy May Fritz | Martina Navrátilová Betty Stöve  | 4-6, 7-6, 6-3 |
| 8 gennaio 1979   | Avon Championships of California, Oakland | Sintetico indoor | Betty Stöve     | Rosie Casals Chris Evert         | 3–6, 6–4, 6–3 |
| 20 maggio 1979   | Borden Classic, Tokyo                     | Cemento indoor   | Laura duPont    | Rosie Casals Martina Navrátilová | 6-4 3-6 6-3   |

### Doppio misto

#### Vittorie

##### Grande Slam (1)
| Anno | Torneo    | Compagno    | Superficie | Avversari in finale             | Punteggio        |
| 1980 | Wimbledon | John Austin | Erba       | Dianne Fromholtz Mark Edmondson | 4–6, 7–6(6), 6–3 |

#### Sconfitte

##### Grande Slam (1)
| Anno | Torneo    | Compagno    | Superficie | Avversari in finale       | Punteggio        |
| 1981 | Wimbledon | John Austin | Erba       | Betty Stöve Frew McMillan | 4–6, 7–6(2), 6–3 |

### Risultati in progressione
| Sigla | Risultato               |
| ----- | ----------------------- |
| V     | Vincitore               |
| F     | Finalista               |
| SF    | Semifinalista           |
| O     | Oro olimpico            |
| A     | Argento olimpico        |
| SF    | Bronzo olimpico         |
| QF    | Quarti di Finale        |
| 4T    | Quarto turno            |
| 3T    | Terzo turno             |
| 2T    | Secondo turno           |
| 1T    | Primo turno             |
| RR    | Round Robin             |
| LQ    | Turno di qualificazione |
| A     | Assente                 |
| ND    | Non disputato           |

| Legenda superfici    |
| -------------------- |
| Cemento              |
| Terra battuta        |
| Erba                 |
| Superficie variabile |

#### Singolare
| Torneo              | 1977  | 1977  | 1978  | 1979  | 1980  | 1981  | 1982  | 1983  | 1984– 1993 | 1994  | Titoli |
| ------------------- | ----- | ----- | ----- | ----- | ----- | ----- | ----- | ----- | ---------- | ----- | ------ |
| Australian Open     | A     | A     | A     | A     | A     | QF    | A     | A     | A          | 2T    | 0 / 2  |
| Open di Francia     | A     | A     | A     | A     | A     | A     | QF    | QF    | A          | 1T    | 0 / 3  |
| Wimbledon           | 3T    | 3T    | 4T    | SF    | SF    | QF    | QF    | A     | A          | A     | 0 / 6  |
| US Open             | QF    | QF    | QF    | V     | SF    | V     | QF    | A     | A          | A     | 2 / 6  |
| Titoli              | 0 / 2 | 0 / 2 | 0 / 2 | 1 / 2 | 0 / 2 | 1 / 3 | 0 / 3 | 0 / 1 | 0 / 0      | 0 / 2 | 2 / 17 |
| Ranking a fine anno | 12    | 12    | 6     | 3     | 2     | 2     | 4     | 9     | —          | NR    |        |

Note: L'Australian Open è stato disputato due volte nel 1977, a gennaio e dicembre, mentre non è stato disputato nel 1986.

#### Doppio nei tornei del Grande Slam
| Torneo          | 1977 | 1977 | 1978 | 1979 | 1980 | 1981 | 1982 | 1983 | 1984 | 1985 | 1986 | 1987 | 1988 |
| --------------- | ---- | ---- | ---- | ---- | ---- | ---- | ---- | ---- | ---- | ---- | ---- | ---- | ---- |
| Australian Open | A    | A    | A    | A    | A    | A    | A    | A    | A    | A    | ND   | A    | A    |
| Open di Francia | A    | A    | A    | A    | A    | A    | A    | A    | A    | A    | A    | A    | A    |
| Wimbledon       | 3T   | 3T   | A    | A    | A    | A    | A    | A    | A    | A    | A    | A    | A    |
| US Open         | 2T   | 2T   | QF   | QF   | A    | A    | A    | A    | A    | A    | A    | A    | 2T   |

#### Doppio misto nei tornei del Grande Slam
| Torneo          | 1977          | 1977          | 1978          | 1979          | 1980          | 1981          | 1982          | 1983          | 1984          | 1985          | 1986          | 1987 | 1988 |
| --------------- | ------------- | ------------- | ------------- | ------------- | ------------- | ------------- | ------------- | ------------- | ------------- | ------------- | ------------- | ---- | ---- |
| Australian Open | Non disputato | Non disputato | Non disputato | Non disputato | Non disputato | Non disputato | Non disputato | Non disputato | Non disputato | Non disputato | Non disputato | A    | A    |
| Open di Francia | A             | A             | A             | A             | A             | A             | A             | A             | A             | A             | A             | A    | A    |
| Wimbledon       | A             | A             | 3T            | 1T            | V             | F             | 1T            | A             | A             | A             | A             | A    | A    |
| US Open         | 2T            | 2T            | A             | A             | A             | A             | A             | A             | A             | A             | A             | A    | SF   |